# Corsa all'oro (film)
Corsa all'oro è un film per la televisione statunitense del 1998, con protagonista Alyssa Milano.

## Trama
Siamo nel 1899, una ragazza decide di partire, con un gruppo di esploratori, alla ricerca d'oro. Le sue intenzioni sono più che buone, ma le difficoltà, dovute al maschilismo dell'epoca e al tempo atmosferico, saranno diverse.